# Implantátum

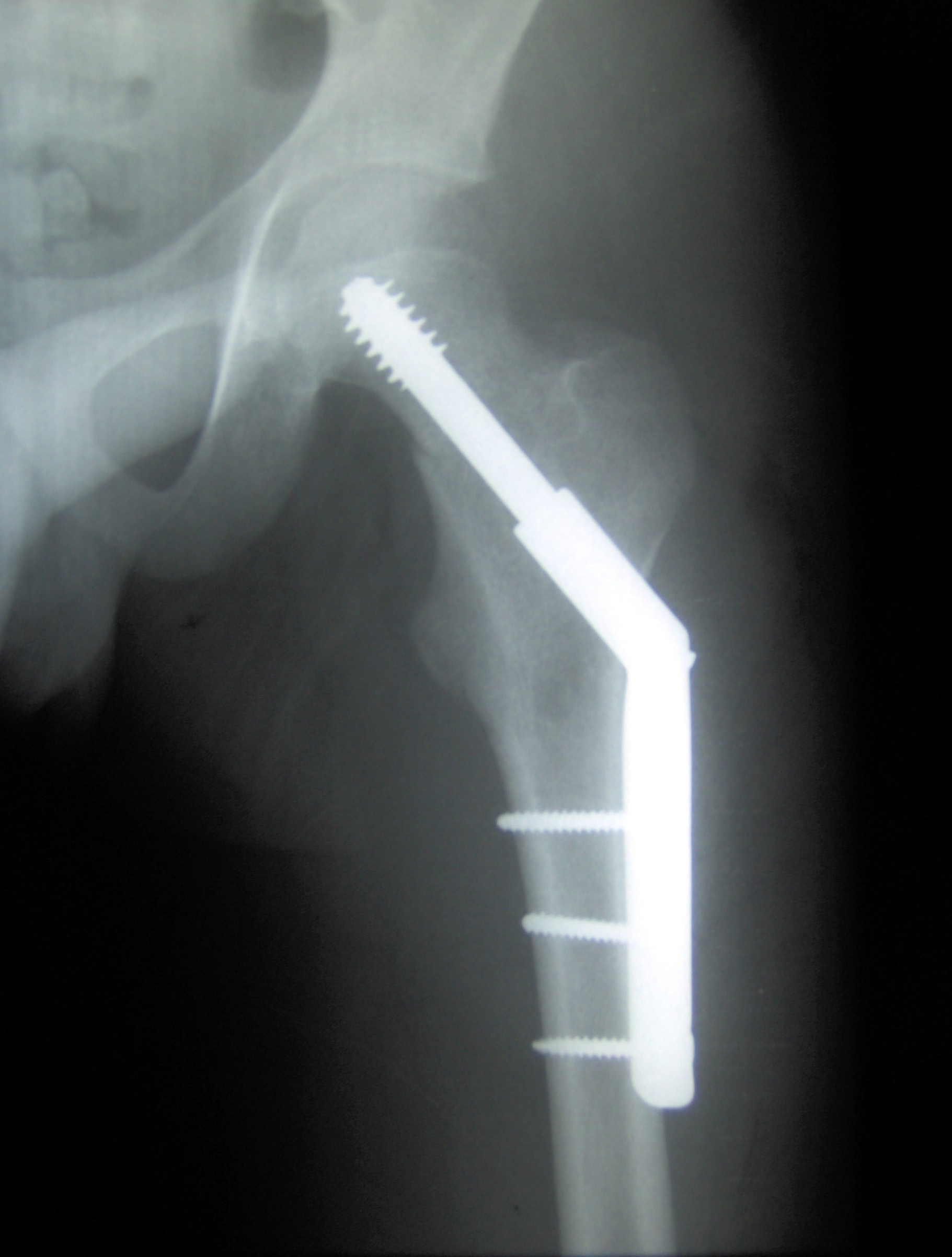
Csípőízület röntgenfelvétele implantátummal

Az implantátum (latin: beültetett dolog) az emberi vagy állati testbe beültetett mesterséges pótlás, vagy más meghatározott gyógyászati funkciójú segédeszköz. Külső borítása általában nem-testidegen, biokompatibilis anyagokból készül, ilyen például a titán és az orvosi célra kifejlesztett rozsdamentes acél. Esetenként az implantátum elektromos jeleket is kibocsát, ilyen  például a szívritmus-szabályozó. Beszélhetünk bioaktív implantátumokról is, ilyen a  gyógyszeradagoló sztent, amelyet az aortába vagy a koszorúerekbe szoktak beépíteni.
Az ortopédia területén az implantátum csontok, ízületek helyettesítésére szolgál, gyakoribb megnevezése a protézis. Beszélhetünk belső (internal) és külső (external) implantátumról, aszerint, hogy a test belsejében, vagy a testen kívül, látható helyen helyezkedik-e el (ez utóbbi például a fogászatban fordul elő).